# Saccharomyces pastorianus
Saccharomyces pastorianus é uma espécie de fermento (levedura) de cerveja original da Patagônia. Durante muitos anos foi um mistério na produção de cervejas tipo lager, que era formada metade de fermento comum e metade desta espécie até então desconhecida.
S. pastorianus é um híbrido de Saccharomyces bayanus (ou como recentemente proposto Saccharomyces eubayanus) e Saccharomyces cerevisiae.
É sinônimo da levedura Saccharomyces carlsbergensis,  que foi originalmente descrita em 1883 por Emil Christian Hansen, que estava trabalhando para a cervejaria dinamarquesa Carlsberg .
A natureza híbrida de S. pastorianus explica também o tamanho do genoma, que é até 60% maior do que a de S. cerevisiae, já que inclui grandes partes dos dois genomas.
Existem grandes evidências, no entanto, que a S. pastorianus herdou a maior parte do seu material genético a partir de S. bayanus. De fato, o DNA mitocondrial e o DNA ribossômico da S. pastorianus parecem ser derivados da S. bayanus, em vez da S. cerevisiae.